# Termoteràpia
La termoteràpia  és una disciplina que s'engloba dins de la fisioteràpia, i es defineix com l'art i la ciència del tractament mitjançant la calor de malalties i lesions.
La calor terapèutica pot ser aplicada per radiació, conducció o convecció utilitzant diversos mètodes, des de radiació infraroja fins a aplicacions de parafina i pot ser aplicat a nivell superficial o a nivells de teixits profunds (vegeu també electroteràpia d'alta freqüència).
La termoteràpia és una valuosa eina terapèutica en nombrosos processos traumatològics i reumàtics, sent un dels seus efectes principals immediats, l'alleugeriment del dolor.

## Efectes de la calor sobre l'organisme
- Augment de vascularització (hiperèmia): Hi ha un major flux de sang.
- Disminució de la tensió arterial per la vasodilatació.
- Augment de les defenses en tot l'organisme.
- Disminució de la inflamació en inflamacions subagudes i cròniques.
- Efecte analgèsic, ja que trenca el cercle viciós de dolor → contractura → dolor.
- Augment de la freqüència respiratòria (taquipnea).
- Actua també sobre l'aparell digestiu com laxant, ja que augmenta el peristaltisme.
- Fluidifica les mucositats.

## Indicacions
- Dolors reumàtics subaguts i crònics.
- Còlics viscerals, com els nefrítics.
- Per augmentar l'eliminació de toxines per àcid úric (en hiperuricèmia) augmentant l'eliminació d'orina.

## Contraindicacions
- Inflamacions agudes.
- En cas de cardiopaties descompensades.
- En alteracions de la tensió arterial.
- En anestèsia o alteració de la sensibilitat cutània (risc de cremades)

• Processos aguts musculoesquelètics 
• Cavitats tancades 
• Miositis ossificant 
• Àrea cardíaca 
• Àrees d'insuficiència vascular 
• Zones tumorals 
• Platets de creixement 
• Úter gràvid 
• Cardiopaties 
• Pacients anticoagulats 
• Processos infecciosos 
• Neoplàsies 
• Glaucoma 
• Hipotensió greu 
• Hemorràgia activa 
• Insuficiència hepàtica 
• Inflamació aguda 
• Problemes renals 
• Trastorns dèrmics actius (fongs per exemple) 
• Colagenopatias actives 
• Alteracions de la sensibilitat 

## Aplicacions
Per mitjà de sòlids, líquids, semilíquids i gasos.
- Sòlids : Borsa d'aigua, manta elèctrica,coixins de llavors, sorra ... La tolerància cutània és el límit de calor, que sol ser al voltant dels 50 °C.
- Líquids : Com l'aigua (hidroteràpia). N'hi ha de diferents mineralitzacions (balneàries per a processos reumàtics, elasticitat de la pell ...), les aigües clorades són bones per a la pell i reumatismes, les sulfurades per l'elasticitat de lligaments i tendons.
- Semilíquids : Com els banys i fangs o la parafina.
- Gasos : aire, vapor d'aigua ... Banys generals de tot el cos que solen ser col·lectius (exemple: el bany turc).